# Association Sportive Cannes Volley-Ball 2016-2017 (maschile)
Questa voce raccoglie le informazioni riguardanti l'Association Sportive Cannes Volley-Ball nelle competizioni ufficiali della stagione 2016-2017.

## Organigramma societario
Area direttiva
- Presidente: François Mauro di Mauri

Area tecnica
- Allenatore: Arnaud Josserand
- Allenatore in seconda: Eric Rouer, Thomas Bortolossi

## Rosa
| N° | Nome                | Ruolo | Data di nascita  | Nazionalità sportiva |
| -- | ------------------- | ----- | ---------------- | -------------------- |
| 1  | Dejan Radić         | C     | 6 novembre 1984  | Serbia               |
| 2  | Michał Kozłowski    | P     | 16 febbraio 1985 | Polonia              |
| 4  | Alexis Farjaudon    | S     | 4 giugno 1985    | Francia              |
| 6  | Timothée Carle      | S     | 30 novembre 1995 | Francia              |
| 8  | Jiří Král           | C     | 8 luglio 1981    | Rep. Ceca            |
| 9  | Thomas Zass         | S/O   | 27 novembre 1989 | Austria              |
| 10 | Quentin Rossard     | P     | 6 novembre 1991  | Francia              |
| 11 | Horacio d'Almeida   | C     | 11 giugno 1988   | Francia              |
| 13 | Pierre Pujol        | P     | 13 luglio 1984   | Francia              |
| 14 | Benjamin Diez       | L     | 4 aprile 1998    | Francia              |
| 16 | Emmanuel Ragondet   | S     | 6 agosto 1987    | Francia              |
| 18 | Nicholas Del Bianco | S     | 6 febbraio 1992  | Canada               |